# Ênio (mitologia)
Ênio (português brasileiro) ou Énio (português europeu) (em grego Ένυώ, "horror") ou Enio, na mitologia grega, é uma deusa conhecida pelo epíteto de «Destruidora de Cidades» e frequentemente representada coberta de sangue e levando armas de guerra. Filha de Fórcis e Ceto, era uma das Greias, que eram caracterizadas, segundo Hesíodo, como velhas por terem cabelos completamente brancos. Em alguns mitos, dizia-se que quando Ênio dava o golpe final, seu corpo se transformava em fogo.

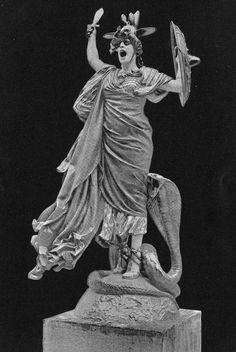
Escultura de Ênio, produzida por Jean-Léon Gérôme em 1892.

Em algumas fontes micênicas e clássicas, Enialio, deus da guerra, era tido como filho de Ênio e Ares. 
Em Tebas e Orcômeno se celebrava um festival chamado Homolóia (Όμολώϊα) em homenagem a Zeus, Deméter, Atena e Ênio, e dizia-se que Zeus havia recebido esse epíteto a partir de Homolois, uma sacerdotisa de Ênio. 
Uma estátua de Ênio, feita pelos filhos de Praxíteles, encontrava-se no templo de Ares em Atenas quando Pausânias o visitou.